# Coscinaraea exaesa
Espèce
Statut CITES
Coscinaraea exaesa est une espèce de coraux appartenant à la famille des Coscinaraeidae.